# Rumelihisarı
Rumelihisarı (noto anche come Castello Rumeliano e Castello di Roumeli Hissar) o Castello di Boğazkesen (che significa letteralmente "Castello dello stretto") è una fortezza medievale situata a Istanbul, in Turchia, su una serie di colline sulle rive europee del Bosforo. La fortezza dà anche il suo nome alla mahalle immediatamente circostante, Rumelihisarı, nel distretto di Sarıyer.
Concepito e costruito tra il 1451 e il 1452 per ordine del sultano ottomano Mehmed II, il complesso fu commissionato in preparazione dell'assedio ottomano pianificato sull'allora città bizantina di Costantinopoli, con l'obiettivo di tagliare i soccorsi militari e logistici marittimi che avrebbero potuto potenzialmente venire in aiuto dei bizantini attraverso lo stretto del Bosforo, da cui il nome alternativo della fortezza, "Boğazkesen", ovvero il castello "tagliatore dello stretto". 
La sua struttura sorella più antica, Anadoluhisarı ("fortezza anatolica"), si trova sulle rive opposte del Bosforo, in Anatolia (Asia); durante l'assedio finale le due fortezze lavorarono in stretto coordinamento per limitare tutto il traffico navale lungo il Bosforo, aiutando così gli ottomani a raggiungere il loro obiettivo di fare della città di Costantinopoli (in seguito ribattezzata Istanbul) la loro nuova capitale imperiale nel 1453.
Dopo la conquista ottomana della città, Rumelihisarı servì da posto di controllo doganale e occasionalmente da prigione, in particolare per il personale delle ambasciate degli Stati che erano in guerra con l'Impero. Dopo aver subito ingenti danni nel grande terremoto del 1509, la struttura fu riparata e rimase in uso ininterrottamente fino alla fine del XIX secolo.
Oggi, Rumelihisarı è un popolare museo aperto al pubblico e funge anche da sede per concerti stagionali, festival d'arte ed eventi speciali all'aperto.

## Storia

### Costruzione

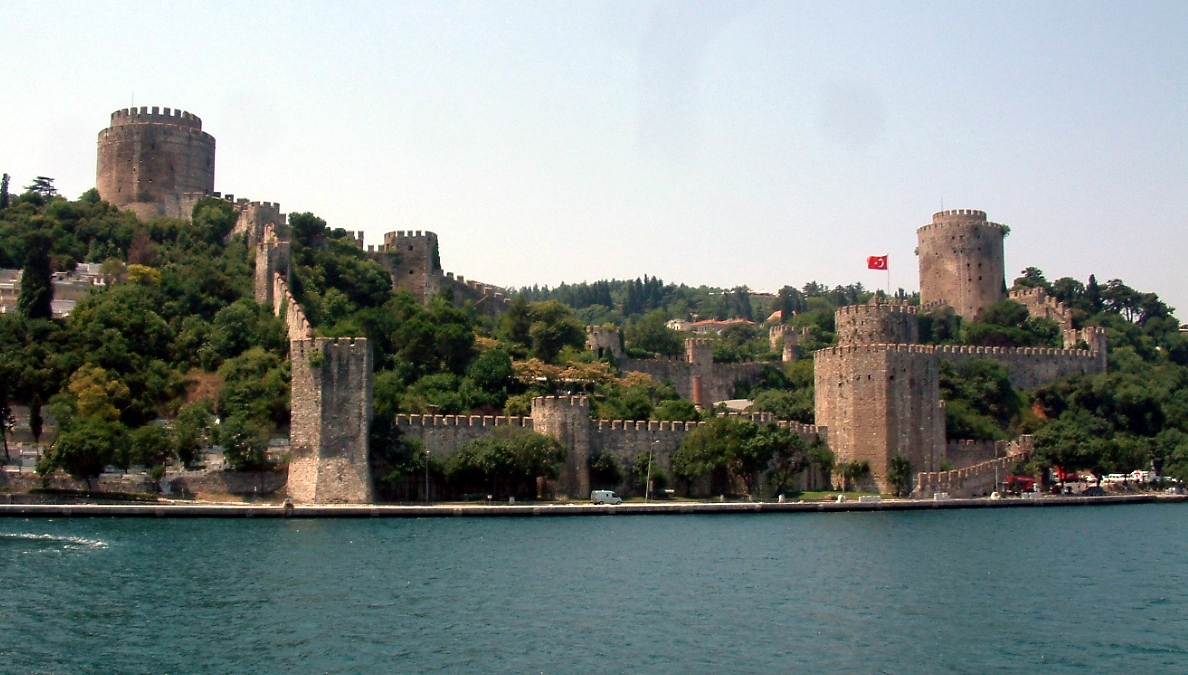
Rumelihisarı vista dal Bosforo.

La necessità di una fortezza strategica sul Bosforo era ben nota agli ottomani, che avevano iniziato alla fine del XIV secolo ad avere intenzione di catturare la città di Costantinopoli per farne la nuova capitale del loro nascente impero. In un precedente tentativo ottomano di conquistare la città, il Sultano Murad II (1421-1444, 1446–51) aveva incontrato difficoltà a causa di un blocco del Bosforo da parte della flotta bizantina. Avendo appreso l'importanza della strategia marittima da questo precedente tentativo, il Sultano Mehmed II (1444-1446, 1451–81), figlio di Murad II, iniziò a pianificare una nuova offensiva immediatamente dopo la sua ascesa al trono nel 1451.
In risposta all'incoronazione dell'ambizioso giovane Sultano, l'imperatore bizantino Costantino XI (1449–53), che aveva compreso le intenzioni di Mehmed su Costantinopoli e diffidava della minaccia rappresentata dalla crescente influenza ottomana nella regione, sperava di ottenere una soluzione diplomatica che avrebbe protetto la città, evitando al contempo il declino a lungo termine dei bizantini.
Mehmed rifiutò l'offerta di pace offerta e procedette con i suoi piani d'assedio commissionando la costruzione di una grande fortezza che sarebbe stata utilizzata per controllare tutto il traffico marittimo lungo il Bosforo e avrebbe collaborato con il vecchio Anadoluhisari (fortezza dell'Anatolia) sullo stretto per impedire a qualsiasi possibile aiuto marittimo di raggiungere Costantinopoli durante l'ultimo assedio ottomano della città nel 1453, in particolare dalle colonie genovesi lungo il Mar Nero, come Caffa, Sinope e Amasra.

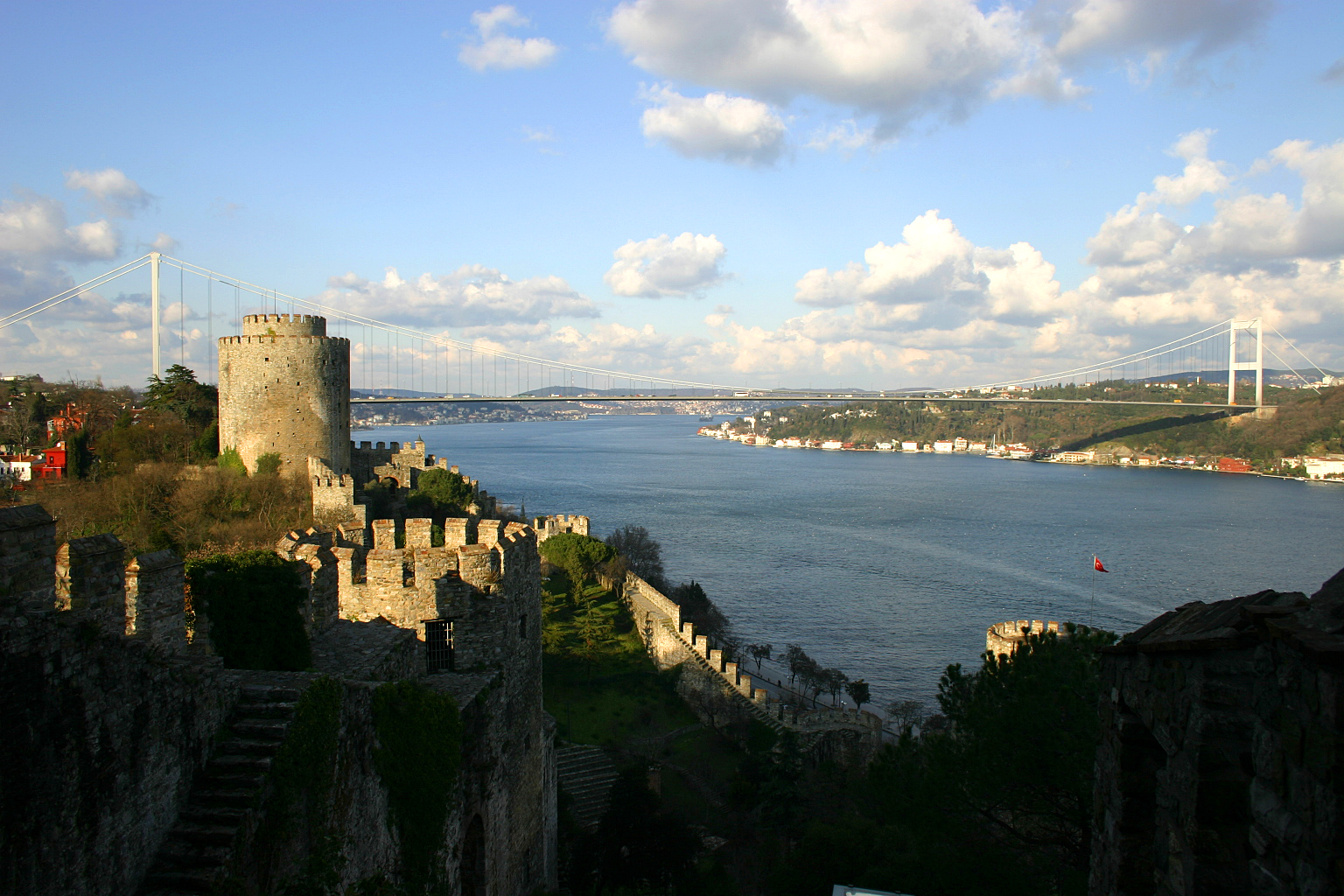
Vista generale di Rumelihisarı, con il Ponte di Fatih Sultan Mehmet sullo sfondo.

Il sito per la nuova fortezza fu rapidamente deciso essere il punto più stretto del Bosforo, dove lo stretto era largo solo 660 metri. Questo sito in cima alle colline sulle sponde europee dello stretto non solo rendeva più facile il controllo del corso d'acqua, ma aveva anche il vantaggio di trovarsi direttamente di fronte ad Anadoluhisarı ("fortezza anatolica") sulle sponde anatoliche (cioè asiatiche) del Bosforo; una più antica fortezza ottomana costruita tra il 1393 e il 1394 dal Sultano Bayezid I. Storicamente, c'era stata una fortificazione romana sulla cima della collina dove doveva essere costruito Rumelihisari, la quale in seguito era stata usata come prigione dai bizantini e dai genovesi. Più tardi, lì era stato costruito un monastero.
La costruzione iniziò il 15 aprile 1452. Ciascuna delle tre torri principali prese il nome dal visir reale che supervisionò la sua rispettiva costruzione; il Sadrazam Çandarlı Halil Pascià, che costruì la grande torre vicino alla porta; Zağanos Pascià, che costruì la torre sud; e Sarıca Pascià, che costruì la torre nord. Lo stesso Sultano ispezionò personalmente le attività sul sito.
Con l'aiuto di migliaia di muratori e operai, la fortezza fu completata nel tempo record di 4 mesi e 16 giorni il 31 agosto 1452. Secondo la tradizione popolare, al fine di incoraggiare i suoi costruttori a lavorare più velocemente, il Sultano progettò la pianta della fortezza a forma del nome del profeta musulmano Maometto (Muhammad in arabo) in caratteri arabi quando letto dall'alto. Dato che Muhammad e Mehmed condividono la stessa ortografia araba (محمد), è probabile che con questo atto egli abbia anche reso un omaggio a se stesso.

### Architettura

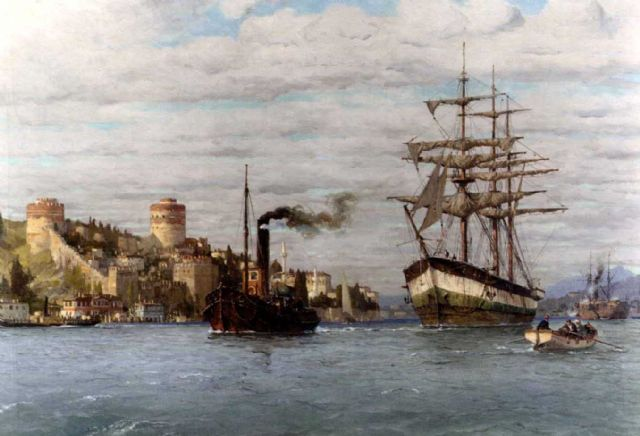
Rumelihisarı (1919) in un quadro di Michael Zeno Diemer.

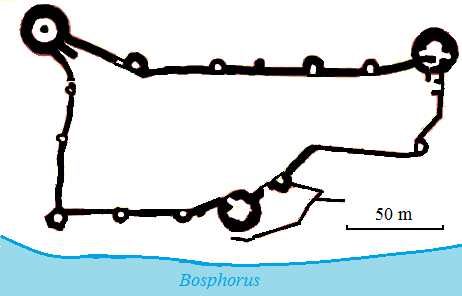
Pianta

La fortezza di Rumelihisarı ha una piccola torre, tre torri principali e tredici piccole torri di avvistamento poste sulle pareti che collegano le torri principali. 
Una torre di guardia ha la forma di un prisma quadrangolare, sei torri di guardia hanno la forma di prismi con angoli multipli e altre sei sono cilindriche.
La torre principale a nord, la Torre di Sarıca Pascià, è di forma cilindrica, con un diametro di 23,30 m, pareti di 7 m di spessore e un totale di 9 piani che raggiungono un'altezza di 28 m. Oggi, questa torre è anche conosciuta come Fatih ("Conquistatore") dopo il cognomen del Sultano Mehmed II.
La grande torre sul lungomare nel mezzo della fortezza, la torre di Halil Pascià, è un prisma dodecagonale e ha anche 9 piani. Ha un'altezza di 22 m con un diametro di 23,30 m e pareti di 6,50 m di spessore. La torre principale a sud, la Torre di Zağanos Pascià, ha solo 8 piani. Questa torre cilindrica è alta 21 me ha un diametro di 26,70 m con pareti spesse 5,70 m. Lo spazio all'interno di ciascuna torre era diviso con pavimenti in legno, ciascuno dotato di una fornace. Tetti conici in legno ricoperti di piombo originariamente incoronavano le torri, anche se oggi non sopravvivono più.
Le facciate esterne della fortezza sono lunghe 250 m da nord a sud e variano tra 50 e 125 m da est a ovest. La superficie totale del complesso è di 31.250 m2. La fortezza aveva tre porte principali accanto alle torri principali, una porta laterale e due porte segrete per l'arsenale e le dispense accanto alla torre meridionale.

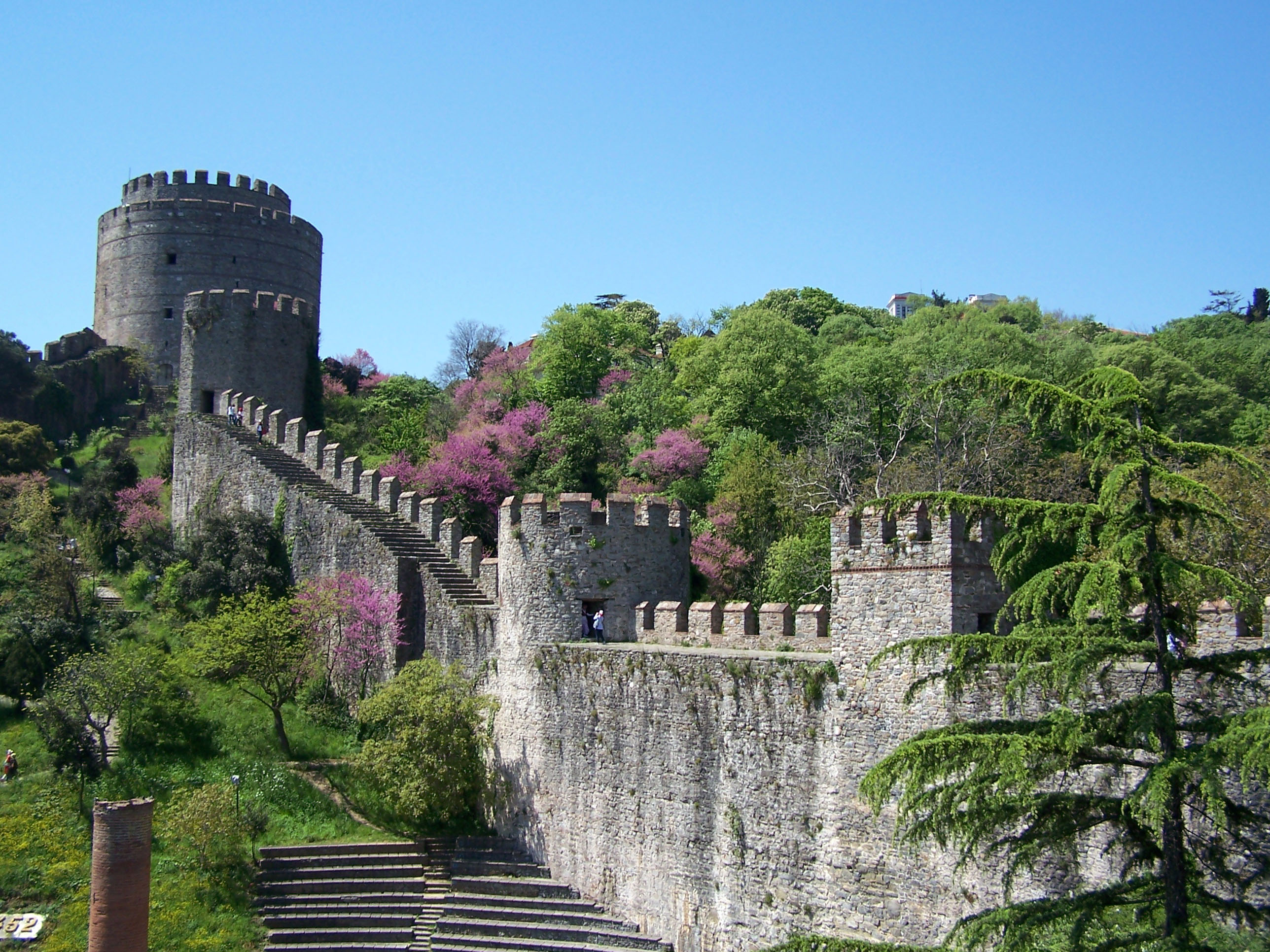
Mura di cortina di Rumelihisarı

All'interno della fortezza esistevano case di legno per i soldati e una piccola moschea, dotata dal Sultano al momento della costruzione. Della moschea originale rimane solo il tronco del minareto, mentre la piccola masjid aggiunta a metà del XVI secolo non è sopravvissuta. L'acqua era fornita alla fortezza da una grande cisterna sotto la moschea e distribuita attraverso tre fontane a muro, di cui rimane solo una. Due targhe inscritte si trovano attaccate alle pareti.
La fortezza, progettata dall'architetto Müslihiddin, inizialmente era chiamata "Boğazkesen", che significa letteralmente "Tagliatore dello Stretto", riferendosi allo stretto del Bosforo. Il nome ha un significato secondario e più macabro; poiché boğaz non significa solo stretto ma anche "gola" in turco. In seguito fu ribattezzato Rumelihisarı, che significa "fortezza nella terra dei romani", ovvero Europa bizantina o penisola balcanica.

### Utilizzo in passato

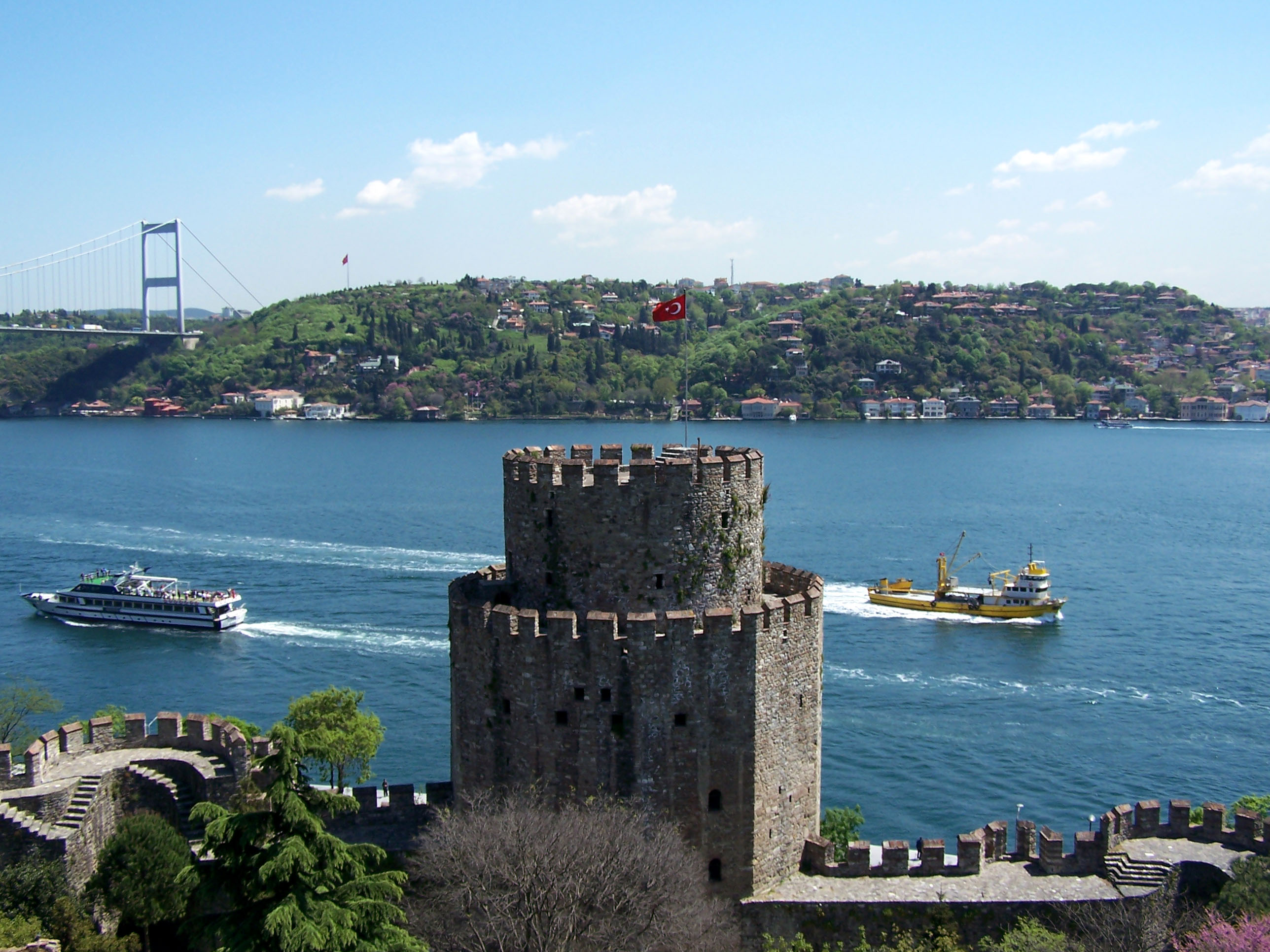
Torre di Halil Pascià, Rumelihisarı

Un battaglione di 400 giannizzeri furono stazionati nella fortezza e grandi cannoni furono collocati nella Torre di Halil Pasha, la torre principale sul lungomare. Dopo aver completato le sue fortezze, Mehmed procedette a riscuotere un pedaggio sulle navi che passavano a portata del loro cannone. Una nave veneziana che ignorò i segnali di arresto fu affondata con un solo colpo e tutti i marinai sopravvissuti furono decapitati, tranne il capitano, che fu impalato e montato come uno spaventapasseri umano come avvertimento per ulteriori marinai sullo stretto.
Questi cannoni furono in seguito usati fino alla seconda metà del XIX secolo per salutare il sultano quando passava per mare. Dopo la caduta di Costantinopoli, la fortezza servì da punto di controllo doganale. Rumelihisarı, che era stata progettata per controllare il passaggio delle navi attraverso lo stretto, alla fine perse la sua importanza strategica quando una seconda coppia di fortezze fu costruita più in alto sul Bosforo, dove lo stretto incontra il Mar Nero.
Nel XVII secolo, la fortezza fu usata come prigione, principalmente per prigionieri di guerra stranieri. Rumelihisarı fu parzialmente distrutta da un terremoto nel 1509, ma fu riparata poco dopo. Nel 1746, un incendio distrusse tutte le parti in legno in due delle torri principali. La fortezza fu riparata dal Sultano Selim III (1761–1807). Tuttavia, un nuovo insediamento residenziale si formò all'interno della fortezza dopo che essa venne abbandonata nel XIX secolo.

### La fortezza oggi
Nel 1953, per ordine del presidente Celâl Bayar, gli abitanti furono trasferiti e il 16 maggio 1955 iniziarono i lavori di restauro, che durarono fino al 29 maggio 1958. Dal 1960 Rumelihisarı è un museo e un teatro all'aperto per vari concerti in festival durante i mesi estivi. Il ponte di Fatih Sultan Mehmet, che prende il nome dal sultano ottomano che commissionò Rumelihisarı e conquistò la città, si trova vicino alla fortezza, a nord. Rumelihisarı è aperta al pubblico tutti i giorni tranne il mercoledì dalle 9:00 alle 16:30. La fortezza è stata raffigurata su varie banconote turche nel periodo 1939-1986.